# Nortt
Nortt – duński jednoosobowy projekt wykonujący muzykę z pogranicza black metalu i doom metalu określaną jako funeral doom. Projekt powstał 1995 roku w miejscowości Odense z inicjatywy muzyka o pseudonimie "Nortt", który określa swą muzykę jako "Pure Depressive Black Funeral Doom Metal".
W 1997 roku ukazało się zarejestrowane w październiku pierwsze wydawnictwo demo Nortt zatytułowane Nattetale limitowane do 100 egzemplarzy. Rok później natomiast zostały opublikowane kolejne demo Døden.... W 1999 roku w limitowany do 250 egzemplarzy nakładzie ukazało się trzecie demo projektu Graven. W 2002 roku ukazał się pierwszy minialbum Nortt pt. Hedengang wydany nakładem wytwórni muzycznej Sombre Records na 7 calowej płycie winylowej w nakładzie 350 kopii.
W 2003 roku ukazała się kompilacja wczesnych nagrań projektu Mournful Monuments 1998-2002 wydana nakładem Possession Productions. Tego samego roku ukazał się pierwszy album długogrający projektu zatytułowany Gudsforladt wydany nakładem Sombre Records w 350 egzemplarzach.
W 2004 roku we współpracy z amerykańska grupą Xasthur ukazał się split album Nortt / Xasthur wydany przez Total Holocaust Records w limitowanym do 1000 egzemplarzy nakładzie. 9 listopada 2006 roku ukazał się jego drugi album Ligfærd. W 2007 roku Nortt podpisał kontrakt płytowy z włoską wytwórnia muzyczna Avantgarde Music nakładem której w lutym 2008 roku ukazał się trzeci album Galgenfrist.

## Dyskografia
| Albumy studyjne - Gudsforladt (2003, Sombre Records) - Ligfærd (2006, Total Holocaust Records) - Galgenfrist (2008, Avantgarde Music) Dema - Nattetale (1997, wydanie własne) - Døden... (1998, wydanie własne) - Graven (1999, wydanie własne) | Minialbumy - Hedengang (2002, Sombre Records) Splity - Nortt / Xasthur (z grupą Xasthur) (2004, Total Holocaust Records) Kompilacje - Mournful Monuments 1998-2002 (2003, Possession Productions) |